# Léonce Verny
François Léonce Verny (Aubenas, 2 de dezembro de 1837 — Aubenas, 2 de maio de 1908) foi um engenheiro francês.
Dirigiu a construção do arsenal japonês de Yokosuka, e diversos projetos de infraestrutura moderna, de 1865 a 1876, de fundamental significado para o processo de modernização do Japão.